# Neostylidium eschrichtii
Neostylidium eschrichtii is een slakkensoort uit de familie van de Cerithiidae. De wetenschappelijke naam van de soort is voor het eerst geldig gepubliceerd in 1849 door Middendorff.